# Ouratea duckei
Ouratea duckei är en tvåhjärtbladig växtart som beskrevs av Huber. Ouratea duckei ingår i släktet Ouratea och familjen Ochnaceae. Inga underarter finns listade i Catalogue of Life.